# 조쉬 (유튜버)
조슈아 대릴 캐럿(Joshua Daryl Carrott, 1989년 5월 14일~)은 영국의 엔터테이너, 모델이다. 간단히 조쉬(Josh) 또는 유튜브 채널명 영국남자로 알려져있다. 대한민국과 영국 관련 콘텐츠를 주로 다룬다. 한국어에 매우 능숙하다. 2016년 2월 7일, 한국인 요리사 국가비와 결혼하였다. 아버지가 영국인과 중국인의 혼혈이므로 조쉬는 중국계 쿼터 혼혈이다.
2013년 6월 7일 유튜브 채널 영국남자(영어: Korean Englishman)을 개설하여 현재까지 활동하고 있다. 유튜브 채널의 주요 콘텐츠는 한국, 그리고 영국 문화 나아가 세계의 다양한 국가별 문화에 대해 이야기 하는 것이다.

## 출연 작품

### 텔레비전 프로그램
- 《렛츠고 시간탐험대》
- 《나 혼자 산다》
- 《세바퀴》
- 《매직아이》
- 《투영》
- 《아내의 맛》
- 《해피투게더》

### 영화
- 《이태원 살인 사건》